# Katharina Reiß
Katharina Reiß (* 17. April 1923 in Rheinhausen; † 16. April 2018 in München) war eine deutsche Übersetzerin und Übersetzungswissenschaftlerin, die mit ihren Arbeiten zu Texttypen und Übersetzungsmethoden Pionierarbeit auf dem Gebiet der Übersetzungswissenschaft geleistet hat.

## Leben
Katharina Reiß lehrte von 1944 bis 1970 am Dolmetscher-Institut der Universität Heidelberg. 1954 promovierte sie mit einer Arbeit über den spanischen Schriftsteller und Journalisten Clarín. Ab 1965 übernahm sie die Funktion der Akademischen Rätin und der Leiterin der Spanischen Abteilung des Dolmetscher-Instituts.
1970 wechselte sie als Akademische Oberrätin und später als Akademische Direktorin an das Romanische Seminar der Universität Würzburg, wo sie auch nach ihrer Emeritierung im Jahr 1988 lehrte.
Sie habilitierte sich zum Thema „operativer Texttyp“ an der Universität Mainz, wofür sie 1974 die Erteilung der Venia legendi für Angewandte Sprachwissenschaften und damit verbunden den Titel Professor erhielt.
Ein Jahr später übernahm sie einen Lehrauftrag am Auslands- und Dolmetscherinstitut der Universität Mainz in Germersheim.
Als Gastprofessorin hielt sie im Wintersemester 1994/1995 eine Reihe von Vorträgen am Institut für Übersetzer- und Dolmetscherausbildung der Universität Wien.
Katharina Reiß war eine Mitbegründerin der Eugen-Biser-Stiftung in München und gehörte von 2002 bis 2018 deren Kuratorium an.

## Leistungen
Mit beinahe neunzig Publikationen und Gastvorträgen in mehr als zwanzig Ländern ist Katharina Reiß eine bedeutende Vertreterin der modernen Übersetzungswissenschaft. Sie wird fälschlicherweise häufig als Mitbegründerin der Skopostheorie genannt, da im ersten Teil des gemeinsam verantworteten Buches Grundlegung einer allgemeinen Translationstheorie von 1984 Hans J. Vermeer seine Skopostheorie erstmals fundiert darlegte, während Reiß im zweiten Teil ihr texttypologisches Konzept in den Rahmen dieser Theorie integrierte. Zur Vereinheitlichung der Terminologie in der Übersetzungswissenschaft schlägt sie in ihrer Habilitationsschrift Texttyp und Übersetzungsmethode. Der operative Text. eine Einteilung der Texte in vier Texttypen vor. Auf Grundlage des Organon-Modells von Karl Bühler werden die Texte nach ihrer jeweiligen Funktion unterschieden. Somit ergibt sich die Einteilung in informative, expressive oder operative Texte. Als vierten Texttyp schlägt Reiß den audio-medialen Texttyp vor. Hierzu zählen sämtliche Texte, die sich zusätzlich zur Sprache noch anderer Mittel zur Kommunikation bedienen, zum Beispiel technische, akustische oder graphische Mittel.

## Auszeichnungen
2002: Ehrendoktorwürde der Philosophie der Universität Genf

## Publikationen (Auswahl)
- Zur Übersetzung von Kinder- und Jugendbüchern. Theorie und Praxis. In: Lebende Sprachen. Jg. 27, Nr. 1, 1982, S. 7–13.
- Texttyp und Übersetzungsmethode. Der operative Text. Groos, Heidelberg 1983, ISBN 3-87276-509-4.
- Zusammen mit Hans J. Vermeer: Grundlegung einer allgemeinen Translationstheorie. Niemeyer, Tübingen 1984, ISBN 978-3-484-30147-4.
- Methodische Fragen der übersetzungsrelevanten Textanalyse. Die Reichweite der Lasswell-Formel. In: Lebende Sprachen. Jg. 29, Nr. 1, 1984, S. 7–10.
- Möglichkeiten und Grenzen der Übersetzungskritik. Kategorien und Kriterien für eine sachgerechte Beurteilung von Übersetzungen. Hueber, München 1986, ISBN 978-3-19-006717-6.
- Der Text und der Übersetzer. In: Textlinguistik und Fachsprache. 1988, S. 67–75.
- Spanische Sprachlehre. Methode Gaspey-Otto-Sauer. 29. Auflage. Groos, Heidelberg 1990, ISBN 978-3-87276-031-9.
- Mira Kadric, Mary Snell-Hornby (Hrsg.): Grundfragen der Übersetzungswissenschaft: Wiener Vorlesungen. WUV-Universitätsverlag, Wien 1995, ISBN 978-3-85114-232-7.